# Miguel Ángel García y Aráuz
Miguel Ángel García Aráuz (8 de octubre de 1911-28 de diciembre de 2003) fue un prelado guatemalteco de la Iglesia católica. Fue el Primer Obispo de Jalapa quien tomó posesión canónica de la Diócesis de Jalapa el 30 de abril de 1951 a la edad de 39 años. También fue Obispo Auxiliar de la Arquidiócesis de Guatemala.

## Biografía
Miguel Ángel García nació en la Ciudad de Guatemala el 8 de octubre de 1911. Realizó sus estudios de primaria en la Casa Central, además en la Escuela República Oriental del Uruguay, prosiguió su preparación hasta obtener el título de Bachiller en Ciencias y Letras, y posteriormente ingresó al Seminario Conciliar de Guatemala. Fue ordenado sacerdote el 6 de enero de 1939 por el Nuncio Apostólico en Guatemala Giuseppe Beltrami, párroco de diferentes parroquias.

## Episcopado
El 3 de septiembre de 1944, a los 32 años, fue ordenado Obispo Titular de Sophene y Auxiliar de la Arquidiócesis de Guatemala, por el Nuncio Apostólico en Guatemala Giuseppe Beltrami, sus co-consagradores fueron Mariano Rossell y Arellano, Arzobispo Metropolitano de Santiago de Guatemala, y Jorge García Caballeros, Obispo de Quetzaltenango-Los Altos.
El 11 de abril de 1951, el Santo Padre Pío XII lo nombra como Primer Obispo de Jalapa. Fue Administrador Apostólico de la Diócesis de Zacapa hasta el 30 de noviembre de 1955, y fue Obispo de la Diócesis de Jalapa hasta su retiro el 29 de enero de 1987. Fue miembro de la Conferencia Episcopal de Guatemala
Durante su Ministerio Episcopal fundó la Congregación de "Marta y María", junto a Madre Ángela Eugenia Silva Sánchez de origen colombiano, para señoritas que unieran la contemplación y el trabajo, el 6 de enero de 1979. Para la formación cristiana de los niños fundó el Colegio Particular Mixto "Liceo Jalapa, en 1952. Su lema Episcopal: “Spes mea in Deo est” (Mi esperanza está en Dios) le acompañó a lo largo de su vida pastoral al frente de la Iglesia Católica. Monseñor García Arauz, recibió muchos reconocimientos por su brillante labor, sobresaliendo la Orden del Quetzal que le otorgó el Gobierno de Guatemala, el 20 de agosto de 1969.

## Fallecimiento
Falleció el 28 de diciembre de 2003, a los 92 años de edad, y fue enterrado en la Catedral de Nuestra Señora de la Expectación, en la ciudad de Jalapa.